# Charles de Durazzo
 (juillet 2018).
Ne doit pas être confondu avec Charles de Duras.
Charles de Durazzo ou Charles d'Anjou ou Charles de Duras, né en 1323, exécuté à Aversa le 23 janvier 1348, duc de Durazzo de 1336 à 1348, est le fils de Jean d'Anjou, duc de Durazzo, et d'Agnès de Périgord.

## Biographie
Il se trouva pris dans les haines opposant les différentes branches de la maison d'Anjou. À l'origine, en 1309, Robert le Sage, second fils de Charles II d'Anjou, avait écarté du trône son neveu Charles Robert, fils du fils aîné de Charles II. André de Hongrie, fils de Charles Robert, épousa Jeanne Ire, la petite-fille de Robert le Sage. Mais une fois sur le trône, les époux se déchirèrent, rallumant cette querelle de succession. En septembre 1345, Jeanne, avec la complicité de son amant, Louis de Tarente, fils du troisième fils de Charles II, fit assassiner son mari, épousa Louis de Tarente et le plaça sur le trône. Charles de Durazzo prit les armes et se révolta dès l'annonce du meurtre.
Louis Ier de Hongrie, le frère aîné d'André, résolut de venger son frère et attaqua le royaume de Naples en 1347. Charles le rejoignit, mais Louis de Hongrie, le croyant complice du meurtre d'André, le fit juger ; condamné à mort, il fut décapité.

## Mariages et enfants
Il se maria le 30 avril 1343 avec Marie de Calabre (1328 † 1366), fille de Charles d'Anjou-Sicile, duc de Calabre, et de Marie de Valois et sœur de la reine de Naples Jeanne Ire. Ils eurent :
- Louis (1343 † 1344) ;
- Jeanne (1344 † 1387), duchesse de Durazzo, mariée en 1366 avec Louis de Navarre (1341 † 1372), comte de Beaumont, puis en 1374 avec Robert IV d'Artois (1356 † 1387), comte d'Eu ;
- Agnès (1345 † 1383[1]), mariée en 1363 avec Cansignorio della Scala (1340 † 1375), seigneur de Vérone, puis en 1382 avec Jacques des Baux (1353 † 1383), prince de Tarente et d'Achaïe ;
- Clémence (1346 † 1363) ;
- Marguerite (1347 † 1412), mariée en 1368 avec son cousin Charles III de Durazzo (1345 † 1386), roi de Naples.